# 六合村健康管理等情報連絡施設
六合村健康管理等情報連絡施設（くにむらけんこうかんりとうじょうほうれんらくしせつ）は、群馬県吾妻郡中之条町旧・六合村地域をサービスエリアとするケーブルテレビ局である。中之条町が運営している。
地方の情報格差を是正するために設置されたテレビとインターネットのインフラ設備で、2007年4月に開局し、2010年3月28日の中之条町との合併までは、六合村の運営であった。

## 所在地
群馬県吾妻郡中之条町大字小雨577-1　中之条町六合支所内

## サービスエリア
- 旧・六合村全域

## 自主放送
- くにっこチャンネル（デジタル第11チャンネル）